# Fotografía terapéutica
La fotografía terapéutica es una terapia alternativa que  consiste en utilizar las fotografías como medio terapéutico, tomando en cuenta el impacto o diálogo que pueda obtener una persona al mirar fotografías personales o álbumes familiares; donde puede evocar recuerdos. La utilización  de imágenes de revistas y otros formatos ajenos a su entorno familiar también puede proporcionar luz de la vida interior que tiene el paciente. Los pioneros de esta disciplina se manifiestan su satisfacción en cuanto a los resultados alcanzados. Entre ellos se pueden nombrar a Judy Weiser, David Krauss.  Esta disciplina es conocida en Norteamérica y europea y su validez terapéutica no es cuestionada en esas latitudes. Esta técnica también es llamada fototerapia, y alguna encuentras diferencias en cuanto la aplicación y los principios terapéuticos de una con la otra.La fotografía está vinculada a conceptos como «recuperación» y «empoderamiento» de las personas con una enfermedad mental, viene de la mano de sus grandes posibilidades como actividad ocupacional y catalizadora para la construcción de narrativas personales. Recientemente se conoce el nuevo enfoque FTI, propuesto por Henry Quesada A,  en su libro Fotografía y Terapia , donde se plantea cómo el entorno natural puede formar parte del aliciente terapéutico. 